# Ромела Бегай
Ромела Бегай (на албански: Romela Begaj; родена на 2 ноември 1986 г. в Тирана) е албанска щангистка.
Тя е петкратна медалистка от европейските първенства.

## Резултати
На олимпийските игри в Пекин през 2008 г. тя заема 6-о място. На следващите олимпийски игри в Лондон е на 11-о място. На същите игри е знаменосец на олимпийския отбор на Албания. На XVI Средиземноморски игри в Пескара през 2009 г. печели златен медал в категорията си.